# FIFA 15
FIFA 15は、EAスポーツが開発し、エレクトロニック・アーツ（EA）よりPS3、PS4、PS Vita、Xbox 360、Xbox One、Windowsで発売されたコンピュータゲームである。

## 概要
日本版パックヒーローは内田篤人（シャルケ04）となった。選手のランクは最高ランクがゴールドレア、その次からゴールド、シルバーレア、シルバー、ブロンズレア、ブロンズとなっている。また、iOS版では選手の移籍のためにはFacebookにログインしなければならない。